# Supercopa femenina de Italia
La Supercopa femenina de fútbol de Italia (en italiano: Supercoppa Italiana di calcio femminile) es una competición anual de fútbol femenino de Italia. Se juega desde 1997 y enfrenta al equipo ganador de la Serie A contra el ganador de la Copa Italia.

## Palmarés
Lista de finales de la Supercopa.
| Año  | Campeón          | Resultado | Subcampeón         |
| ---- | ---------------- | --------- | ------------------ |
| 1997 | Modena           | 4-1       | Agliana            |
| 1998 | A. C. F. Milan   | 4-0       | Modena             |
| 1999 | A. C. F. Milan   | 2-1       | Ruco Line Lazio    |
| 2000 | Torres Calcio    | 4-3       | A. C. F. Milan     |
| 2001 | Bardolino        | 3-2       | Torres Calcio      |
| 2002 | Foroni Verona    | 2-0       | Enterprise Lazio   |
| 2003 | Foroni Verona    | 6-1       | A.D. Decimum Lazio |
| 2004 | Torres Calcio    | 5-0       | A. C. F. Milan     |
| 2005 | Bardolino        | 1–0       | Torres Calcio      |
| 2006 | Fiammamonza      | 1-0       | Bardolino          |
| 2007 | Bardolino Verona | 1-0       | Torino             |
| 2008 | Bardolino Verona | 1-0       | Torres Calcio      |
| 2009 | Torres Calcio    | 2-1       | Bardolino Verona   |
| 2010 | Torres Calcio    | 2-0       | Reggiana           |
| 2011 | Torres Calcio    | 2-1       | Tavagnacco         |
| 2012 | Torres Calcio    | 2-1       | Brescia            |
| 2013 | Torres Calcio    | 2–1       | Tavagnacco         |
| 2014 | Brescia          | 5-4       | Tavagnacco         |
| 2015 | Brescia          | 3-2       | AGSM Verona        |
| 2016 | Brescia          | 2-0       | AGSM Verona        |
| 2017 | Brescia          | 4-1       | Fiorentina         |
| 2018 | Fiorentina       | 1-0       | Juventus           |
| 2019 | Juventus         | 2-0       | Fiorentina         |
| 2020 | Juventus         | 2-0       | Fiorentina         |